# XXXI Batallón de Fortaleza de la Luftwaffe
El XXXI Batallón de Fortaleza de la Luftwaffe (XXXI. Luftwaffen-Festungs-Bataillon) fue una unidad de la Luftwaffe durante la Segunda Guerra Mundial.

## Historia
Fue formado el 22 de septiembre de 1944 en Pütnitz, con 3 compañías, donde se fijó el cambio de nombre del I Batallón/202.º Regimiento de Instrucción Aérea. Entró en acción en el Frente Occidental (VI Comando Administrativo Aéreo(?)) con la 91.ª División de Infantería. Se componía de: compañía de Plana Mayor con dos pelotones de telefonistas, dos pelotones de radiotelegrafistas, una unidad de transporte y una de intendencia.
- 1.ª Compañía de Fortaleza de la Luftwaffe
- 2.ª Compañía de Fortaleza de la Luftwaffe
- 3.ª Compañía de Fortaleza de la Luftwaffe
- 4.ª Compañía de Fortaleza de la Luftwaffe

El 28 de septiembre de 1944 el batallón llegó a la zona del LXXIV Cuerpo de Ejército y fue asignado a la 91.ª División de Infantería. El 12 de octubre de 1944 fue puesto bajo el mando de la 6.ª División de Paracaidistas. El 15 de octubre de 1944, el batallón fue utilizado para reformar la 6.ª División de Paracaidistas en Meppel, Holanda. El 15 de octubre de 1944 fue disuelto para reorganizar el 8.º Regimiento de Paracaidistas.